# Czarownica: Bajka ludowa z Nowej Anglii
Czarownica: Bajka ludowa z Nowej Anglii (ang. The Witch: A New England Folktale) – amerykańsko-kanadyjski horror kostiumowy z 2015, wyreżyserowany i napisany przez Roberta Eggersa.
Premiera filmu odbyła się 27 stycznia 2015 na Sundance Film Festival. Do szerokiej dystrybucji kinowej wszedł z kolei rok później 19 lutego 2016. Film okazał się być sukcesem artystycznym i finansowym. Przy budżecie 4 milionów dolarów film zarobił ponad 40 mln.

## Fabuła
Nowa Anglia, lata 30. XVII wieku. Rolnik William i jego rodzina zostają wygnani z kontrolowanej przez kościół Kolonii Plymouth z powodu różnic religijnych. Wraz z żoną Katherine oraz pięciorgiem dzieci osiedlają się na skraju lasu, gdzie budują mały dom i stodołę. Kiedy nowo narodzony syn Williama i Katherine w tajemniczy sposób znika, a plony zawodzą, rodzina zaczyna się zwracać przeciwko sobie.

## Obsada
Obsada na podstawie IMDb.
- Anya Taylor-Joy jako Thomasin
- Ralph Ineson jako William
- Kate Dickie jako Katherine
- Harvey Scrimshaw jako Caleb
- Ellie Graingier jako Mercy
- Lucas Dawson jako Jonas
- Julian Richings jako gubernator
- Battsheba Garnett jako stara czarownica
- Sarah Stephens jako młoda czarownica
- Daniel Malik jako Czarny Phillip (głos)

## Produkcja

### Przygotowania

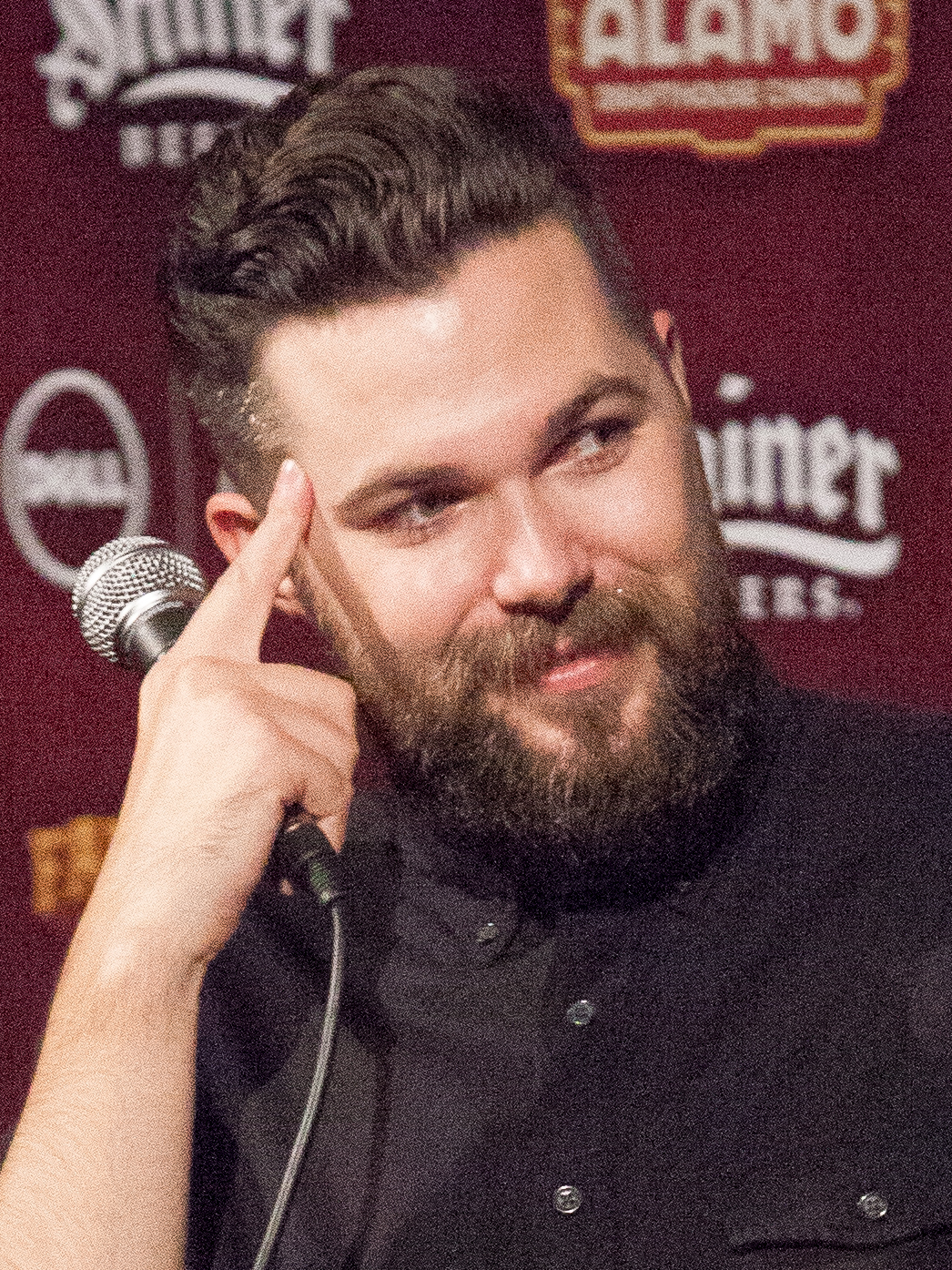
Robert Eggers, reżyser filmu

Urodzonego w New Hampshire Roberta Eggersa do napisania filmu zainspirowała jego dziecięca fascynacja czarownicami i częste wizyty w żywym muzeum Plimoth Plantation. Po bezskutecznym przekonywaniu producentów do swoich scenariuszy, które okazały się ich zdaniem „zbyt dziwne” i „zbyt niejasne”, Eggers zdał sobie sprawę, że będzie musiał zrobić bardziej konwencjonalny film. Uważał, że „jeśli ma nakręcić film gatunkowy, to musi być osobisty i dobry”.
Zespół produkcyjny intensywnie współpracował z muzeami brytyjskimi i amerykańskimi, a także konsultował się z ekspertami o brytyjskim rolnictwie XVII wieku. Eggers chciał, aby skonstruowana scenografia była jak najbardziej dokładna pod względem historycznym, dlatego sprowadził strzecharza i stolarza odpowiednio z Virginii i Massachusetts, którzy mieli odpowiednie doświadczenie w budownictwie tamtego okresu. Planował także nakręcić ten film na miejscu, w Nowej Anglii. Brak zachęt podatkowych zmusił go jednak do zadowolenia się Kanadą. Okazało się to być problemem dla Eggersa, ponieważ nie mógł tam znaleźć odpowiedniego środowiska leśnego, które miałoby posłużyć za plan zdjęciowy. Ostatecznie padło na Kiosk w stanie Ontario – nieposiadające osobowości prawnej miejsce, które w określeniu twórców było „bardzo odległe”. Reżyser przyznał, że najbliższe planowi zdjęciowemu miasto sprawiało wrażenie, przy którym jego rodzinne New Hampshire „wyglądało jak metropolia”.
Casting odbył się w Anglii, ponieważ Eggersowi zależało by główni aktorzy posiadali autentyczne akcenty reprezentujące rodzinę nowo przybyłą do Plymouth.

### Zdjęcia
Aby nadać filmowi autentyczny wygląd, Eggers zdecydował się kręcić zdjęcia jedynie przy użyciu naturalnego światła, z kolei we wnętrzu jedynym oświetleniem były świece. Reżyser wybrał również pisownię tytułu filmu jako The VVitch (używając dwóch V zamiast W) w sekwencji tytułowej i na plakatach. Stwierdził bowiem, że zauważył taką pisownię w broszurze o czarownictwie z ery jakobińskiej.
W grudniu 2013 do ekipy realizacyjnej dołączyła projektantka kostiumów Linda Muir, która na potrzeby prac nad filmem zapoznała się z 35 książkami z serii Clothes of the Common People in Elizabethan and Early Stuart England (Ubrania zwykłych ludzi w elżbietańskiej i wczesnej stuartowskiej Anglii). Kostiumy były wykonane z wełny, lnu lub konopi. Muir naciskała także producentów na powiększenie budżetu przeznaczonego na ich wykonanie.

### Muzyka
Mark Korven napisał muzykę do filmu, która w zamierzeniu miała być „napięta” i „dysonansowa” oraz skupiająca się jednocześnie na minimalizmie. Eggers zabronił używania jakichkolwiek instrumentów elektronicznych, ponieważ nie chciał by muzyka brzmiała zbyt tradycyjnie. Z tego powodu Korven zdecydował się tworzyć ją na nietypowych instrumentach, w tym na nyckelharpie. Kompozytor wiedząc, że reżyser lubi zachowywać pewien stopień kreatywnej kontroli, polegał w dużej mierze na improwizacji.

## Odbiór
Czarownica: Bajka ludowa z Nowej Anglii zarobiła w Stanach Zjednoczonych i Kanadzie łącznie 25,1 miliona dolarów oraz 15,3 miliona w innych krajach.
Film został także pozytywnie przyjęty przez krytyków – w agregatorze Rotten Tomatoes 90% z 325 recenzji jest pozytywne, a średnia ważona wyniosła 7,82/10. Pozytywnie został oceniony m.in. klimat, angażująca historia czy wyczucie twórców do historycznych szczegółów. Negatywne recenzje zarzucały z kolei filmowi m.in. gatunkowe odejście od horroru wbrew opisom marketingowym.
Jedną z osób mocno komplementujących film był Stephen King, który napisał na Twitterze: Czarownica mnie wystraszyła jak diabli. I to jest prawdziwy film – napięty i prowokujący do myślenia, a także emocjonalny.